# Großer Preis der USA 1970
Der Große Preis der USA 1970 (offiziell XIII United States Grand Prix) fand am 4. Oktober auf der Rennstrecke Watkins Glen International im US-Bundesstaat New York statt und war das zwölfte Rennen der Automobil-Weltmeisterschaft 1970.

## Berichte

### Hintergrund
Rund einen Monat nach dem tödlichen Unfall des nach wie vor in der Weltmeisterschafts-Wertung führenden Jochen Rindt war Jacky Ickx der einzige Fahrer, der im Falle von zwei Siegen in den letzten beiden Rennen noch Chancen auf den WM-Titel hatte. Sein Team Ferrari hatte die vergangenen drei Grands Prix gewonnen und wurde daher als Favorit angesehen. Der Ferrari 312B galt zum Saisonende neben dem Lotus 72 als der beste Wagen im Feld.
Nachdem das Lotus-Werksteam den vorangegangenen Großen Preis von Kanada ausgelassen hatte, trat man nun wieder an, um einerseits den ersten Platz in der Konstrukteurs-Weltmeisterschaft zu verteidigen und um andererseits Rindt posthum den Fahrer-Weltmeisterschaftstitel zu sichern. Emerson Fittipaldi wurde neuer Lotus-Stammpilot und John Miles, der seine Rennfahrer-Karriere in Monza beendet hatte, wurde durch Reine Wisell ersetzt.
Bei Surtees wurde an diesem Rennwochenende neben dem Teamgründer und Stammfahrer John Surtees erstmals ein zweites Fahrzeug eingesetzt, das von Derek Bell pilotiert wurde. B.R.M. meldete mit einem zusätzlichen P153 für Peter Westbury zum einzigen Mal in dieser Saison vier Werkswagen.
Joakim Bonnier bestritt seinen 100. Grand Prix.

### Training
Die schnellsten 24 der insgesamt 27 gemeldeten Fahrer wurden für das Rennen zugelassen. Mit einer um rund 0,5 Sekunden schnelleren Trainingsbestzeit sicherte sich Ickx die Pole-Position vor Jackie Stewart im Tyrrell 001. Die zweite Startreihe teilten sich Fittipaldi und Pedro Rodríguez. Mit dem Fünftplatzierten Chris Amon befanden sich also fünf unterschiedliche Fahrzeuge auf den ersten fünf Startplätzen.

### Rennen
Stewart übernahm sofort die Führung, gefolgt von Rodríguez, Ickx und Regazzoni. Fittipaldi war durch einen schlechten Start auf Rang acht zurückgefallen. Surtees und Jackie Oliver, die direkt vor ihm lagen, schieden bereits im Laufe der ersten Runden mit mechanischen Defekten aus. In Runde 16 wurde der Zweitplatzierte Rodríguez zunächst von Ickx und kurze Zeit später von Regazzoni überholt. Da sowohl Amon als auch Regazzoni jeweils zu Reifenwechseln an die Box mussten, kam Fittipaldi kampflos auf den vierten Rang nach vorn.
Als Ickx nach 56 Runden aufgrund eines undichten Treibstofftanks die Box ansteuern musste und dadurch über eine Runde zurückfiel, stand Rindt als erster und bis heute einziger posthumer Weltmeister der Formel-1-Geschichte fest. Stewart schien das Rennen mit komfortablem Vorsprung unter Kontrolle zu haben, als er plötzlich in Runde 83 wegen eines Öllecks ausschied. Der nun führende Rodríguez lag 20 Sekunden vor Fittipaldi, ehe ihm in der siebtletzten Runde der Kraftstoff ausging und er an die Box rollte.
Fittipaldi errang schließlich seinen ersten Grand-Prix-Sieg vor Rodríguez, der nachgetankt hatte, und Reine Wisell, der sein Formel-1-Debüt mit einem beeindruckenden dritten Platz beendete.

## Meldeliste
| Team                        | Nr. | Fahrer               | Chassis       | Motor                    | Reifen |
| --------------------------- | --- | -------------------- | ------------- | ------------------------ | ------ |
| Tyrrell Racing Organisation | 01  | Jackie Stewart       | Tyrrell 001   | Ford Cosworth DFV 3.0 V8 | D      |
| Tyrrell Racing Organisation | 33  | Jackie Stewart       | March 701     | Ford Cosworth DFV 3.0 V8 | D      |
| Tyrrell Racing Organisation | 02  | François Cevert      | March 701     | Ford Cosworth DFV 3.0 V8 | D      |
| Scuderia Ferrari SpA SEFAC  | 03  | Jacky Ickx           | Ferrari 312B  | Ferrari 001 3.0 F12      | F      |
| Scuderia Ferrari SpA SEFAC  | 04  | Clay Regazzoni       | Ferrari 312B  | Ferrari 001 3.0 F12      | F      |
| Equipe Matra Elf            | 06  | Jean-Pierre Beltoise | Matra MS120   | Matra MS12 3.0 V12       | G      |
| Equipe Matra Elf            | 07  | Henri Pescarolo      | Matra MS120   | Matra MS12 3.0 V12       | G      |
| Bruce McLaren Motor Racing  | 08  | Denis Hulme          | McLaren M14A  | Ford Cosworth DFV 3.0 V8 | G      |
| Bruce McLaren Motor Racing  | 09  | Peter Gethin         | McLaren M14A  | Ford Cosworth DFV 3.0 V8 | G      |
| Bruce McLaren Motor Racing  | 10  | Andrea de Adamich    | McLaren M14D  | Alfa Romeo T33 3.0 V8    | G      |
| March Engineering           | 11  | Jo Siffert           | March 701     | Ford Cosworth DFV 3.0 V8 | F      |
| March Engineering           | 12  | Chris Amon           | March 701     | Ford Cosworth DFV 3.0 V8 | F      |
| Rob Walker Racing Team      | 14  | Graham Hill          | Lotus 72C     | Ford Cosworth DFV 3.0 V8 | F      |
| Motor Racing Developments   | 15  | Jack Brabham         | Brabham BT33  | Ford Cosworth DFV 3.0 V8 | G      |
| Auto Motor und Sport        | 16  | Rolf Stommelen       | Brabham BT33  | Ford Cosworth DFV 3.0 V8 | G      |
| Team Surtees                | 17  | John Surtees         | Surtees TS7   | Ford Cosworth DFV 3.0 V8 | F      |
| Team Surtees                | 18  | Derek Bell           | Surtees TS7   | Ford Cosworth DFV 3.0 V8 | F      |
| Yardley Team B.R.M.         | 19  | Pedro Rodríguez      | BRM P153      | BRM P142 3.0 V12         | D      |
| Yardley Team B.R.M.         | 20  | Jackie Oliver        | BRM P153      | BRM P142 3.0 V12         | D      |
| Yardley Team B.R.M.         | 21  | George Eaton         | BRM P153      | BRM P142 3.0 V12         | D      |
| Yardley Team B.R.M.         | 32  | Peter Westbury       | BRM P153      | BRM P142 3.0 V12         | D      |
| Gold Leaf Team Lotus        | 23  | Reine Wisell         | Lotus 72C     | Ford Cosworth DFV 3.0 V8 | F      |
| Gold Leaf Team Lotus        | 24  | Emerson Fittipaldi   | Lotus 72C     | Ford Cosworth DFV 3.0 V8 | F      |
| Ecurie Bonnier              | 27  | Joakim Bonnier       | McLaren M7C   | Ford Cosworth DFV 3.0 V8 | G      |
| Pete Lovely Volkswagen Inc. | 28  | Pete Lovely          | Lotus 49B     | Ford Cosworth DFV 3.0 V8 | F      |
| Colin Crabbe Racing         | 29  | Ronnie Peterson      | March 701     | Ford Cosworth DFV 3.0 V8 | G      |
| Frank Williams Racing Cars  | 30  | Tim Schenken         | De Tomaso 505 | Ford Cosworth DFV 3.0 V8 | D      |
| Gus Hutchison               | 31  | Gus Hutchison        | Brabham BT26A | Ford Cosworth DFV 3.0 V8 | G      |

Anmerkungen
1. ↑  Stewart fuhr den March 701 mit der Startnummer 33 nur im ersten Training und benutzte fortan den Tyrrell 001 mit der Startnummer 1.

## Klassifikationen

### Startaufstellung
| Pos. | Fahrer               | Konstrukteur       | Zeit    | Ø-Geschwindigkeit | Start |
| ---- | -------------------- | ------------------ | ------- | ----------------- | ----- |
| 01   | Jacky Ickx           | Ferrari            | 1:03,07 | 211,251 km/h      | 01    |
| 02   | Jackie Stewart       | Tyrrell-Ford       | 1:03,62 | 209,425 km/h      | 02    |
| 03   | Emerson Fittipaldi   | Lotus-Ford         | 1:03,67 | 209,260 km/h      | 03    |
| 04   | Pedro Rodríguez      | B.R.M.             | 1:04,18 | 207,597 km/h      | 04    |
| 05   | Chris Amon           | March-Ford         | 1:04,23 | 207,436 km/h      | 05    |
| 06   | Clay Regazzoni       | Ferrari            | 1:04,30 | 207,210 km/h      | 06    |
| 07   | Jackie Oliver        | B.R.M.             | 1:04,37 | 206,985 km/h      | 07    |
| 08   | John Surtees         | Surtees-Ford       | 1:04,52 | 206,503 km/h      | 08    |
| 09   | Reine Wisell         | Lotus-Ford         | 1:04,79 | 205,643 km/h      | 09    |
| 10   | Graham Hill          | Lotus-Ford         | 1:04,81 | 205,579 km/h      | 10    |
| 11   | Denis Hulme          | McLaren-Ford       | 1:04,84 | 205,484 km/h      | 11    |
| 12   | Henri Pescarolo      | Matra              | 1:05,00 | 204,978 km/h      | 12    |
| 13   | Derek Bell           | Surtees-Ford       | 1:05,00 | 204,978 km/h      | 13    |
| 14   | George Eaton         | B.R.M.             | 1:05,14 | 204,538 km/h      | 14    |
| 15   | Ronnie Peterson      | March-Ford         | 1:05,18 | 204,412 km/h      | 15    |
| 16   | Jack Brabham         | Brabham-Ford       | 1:05,29 | 204,068 km/h      | 16    |
| 17   | François Cevert      | March-Ford         | 1:05,30 | 204,037 km/h      | 17    |
| 18   | Jean-Pierre Beltoise | Matra              | 1:05,44 | 203,600 km/h      | 18    |
| 19   | Rolf Stommelen       | Brabham-Ford       | 1:05,77 | 202,579 km/h      | 19    |
| 20   | Tim Schenken         | De Tomaso-Ford     | 1:06,08 | 201,628 km/h      | 20    |
| 21   | Peter Gethin         | McLaren-Ford       | 1:06,12 | 201,506 km/h      | 21    |
| 22   | Gus Hutchison        | Brabham-Ford       | 1:06,22 | 201,202 km/h      | 22    |
| 23   | Jo Siffert           | March-Ford         | 1:06,23 | 201,172 km/h      | 23    |
| 24   | Joakim Bonnier       | McLaren-Ford       | 1:06,46 | 200,475 km/h      | 24    |
| DNQ  | Peter Westbury       | B.R.M.             | 1:07,20 | 198,268 km/h      | –     |
| DNQ  | Pete Lovely          | Lotus-Ford         | 1:07,45 | 197,533 km/h      | –     |
| DNQ  | Andrea de Adamich    | McLaren-Alfa Romeo | 1:12,24 | 184,435 km/h      | –     |

### Rennen
| Pos. | Fahrer               | Konstrukteur   | Runden | Stopps | Zeit       | Start | Schnellste Runde |
| ---- | -------------------- | -------------- | ------ | ------ | ---------- | ----- | ---------------- |
| 01   | Emerson Fittipaldi   | Lotus-Ford     | 108    | 0      | 1:57:32,79 | 03    | 1:03,50          |
| 02   | Pedro Rodríguez      | B.R.M.         | 108    | 1      | + 36,39    | 04    | 1:03,66          |
| 03   | Reine Wisell         | Lotus-Ford     | 108    | 0      | + 45,17    | 09    | 1:03,75          |
| 04   | Jacky Ickx           | Ferrari        | 107    | 1      | + 1 Runde  | 01    | 1:02,74 (105.)   |
| 05   | Chris Amon           | March-Ford     | 107    | 1      | + 1 Runde  | 05    | 1:03,97          |
| 06   | Derek Bell           | Surtees-Ford   | 107    | 0      | + 1 Runde  | 13    | 1:04,50          |
| 07   | Denis Hulme          | McLaren-Ford   | 106    | 0      | + 2 Runden | 11    | 1:04,87          |
| 08   | Henri Pescarolo      | Matra          | 105    | 0      | + 3 Runden | 12    | 1:05,50          |
| 09   | Jo Siffert           | March-Ford     | 105    | 1      | + 3 Runden | 23    | 1:05,28          |
| 10   | Jack Brabham         | Brabham-Ford   | 105    | 0      | + 3 Runden | 16    | 1:05,21          |
| 11   | Ronnie Peterson      | March-Ford     | 104    | 0      | + 4 Runden | 15    | 1:05,18          |
| 12   | Rolf Stommelen       | Brabham-Ford   | 104    | 0      | + 4 Runden | 19    | 1:05,42          |
| 13   | Clay Regazzoni       | Ferrari        | 101    | 3      | + 7 Runden | 06    | 1:02,84          |
| 14   | Peter Gethin         | McLaren-Ford   | 100    | 0      | + 8 Runden | 21    | 1:06,53          |
| –    | Jackie Stewart       | Tyrrell-Ford   | 82     | 0      | DNF        | 02    | 1:03,34          |
| –    | Graham Hill          | Lotus-Ford     | 72     | 0      | DNF        | 10    | 1:05,19          |
| –    | François Cevert      | March-Ford     | 62     | 0      | DNF        | 17    | 1:04,59          |
| –    | Tim Schenken         | De Tomaso-Ford | 61     | 0      | DNF        | 20    | 1:05,74          |
| –    | Joakim Bonnier       | McLaren-Ford   | 50     | 0      | DNF        | 24    | 1:09,89          |
| –    | Jean-Pierre Beltoise | Matra          | 27     | 0      | DNF        | 18    | 1:06,59          |
| –    | Gus Hutchison        | Brabham-Ford   | 21     | 0      | DNF        | 22    | 1:09,29          |
| –    | Jackie Oliver        | B.R.M.         | 14     | 0      | DNF        | 07    | 1:05,12          |
| –    | George Eaton         | B.R.M.         | 10     | 0      | DNF        | 14    | 1:07,44          |
| –    | John Surtees         | Surtees-Ford   | 6      | 0      | DNF        | 08    | 1:07,59          |

## WM-Stände nach dem Rennen
Die ersten sechs des Rennens bekamen 9, 6, 4, 3, 2, 1 Punkt(e). Die besten sechs Ergebnisse der ersten sieben und die besten fünf der letzten sechs Rennen zählten zur Meisterschaft. In der Konstrukteurswertung zählten dabei nur die Punkte des bestplatzierten Fahrers eines Teams.

### Fahrerwertung
| Pos. | Fahrer               | Konstrukteur                | Punkte |
| ---- | -------------------- | --------------------------- | ------ |
| 01   | Jochen Rindt †       | Lotus-Ford                  | 45     |
| 02   | Jacky Ickx           | Ferrari                     | 31     |
| 03   | Clay Regazzoni       | Ferrari                     | 27     |
| 04   | Jack Brabham         | Brabham-Ford                | 25     |
| 05   | Jackie Stewart       | March-Ford                  | 25     |
| 06   | Denis Hulme          | McLaren-Ford                | 23     |
| 07   | Pedro Rodríguez      | B.R.M.                      | 22     |
| 08   | Chris Amon           | March-Ford                  | 20     |
| 09   | Jean-Pierre Beltoise | Matra                       | 14     |
| 10   | Emerson Fittipaldi   | Lotus-Ford                  | 12     |
| 11   | Rolf Stommelen       | Brabham-Ford                | 10     |
| 12   | Henri Pescarolo      | Matra                       | 8      |
| 13   | Graham Hill          | Lotus-Ford                  | 7      |
| 14   | Bruce McLaren †      | McLaren-Ford                | 6      |
| 15   | Reine Wisell         | Lotus-Ford                  | 4      |
| 16   | Mario Andretti       | March-Ford                  | 4      |
| 17   | Ignazio Giunti       | Ferrari                     | 3      |
| 18   | John Surtees         | Surtees-Ford / McLaren-Ford | 3      |
| 19   | John Miles           | Lotus-Ford                  | 2      |

| Pos. | Fahrer              | Konstrukteur                | Punkte |
| ---- | ------------------- | --------------------------- | ------ |
| 20   | Johnny Servoz-Gavin | March-Ford                  | 2      |
| 21   | Jackie Oliver       | B.R.M.                      | 2      |
| 22   | Dan Gurney          | McLaren-Ford                | 1      |
| 23   | François Cevert     | March-Ford                  | 1      |
| 24   | Peter Gethin        | McLaren-Ford                | 1      |
| 25   | Derek Bell          | Surtees-Ford / Brabham-Ford | 1      |
| 26   | Joseph Siffert      | Brabham-Ford                | 0      |
| 27   | Ronnie Peterson     | March-Ford                  | 0      |
| 28   | Andrea de Adamich   | McLaren-Alfa Romeo          | 0      |
| 29   | John Love           | Lotus-Ford                  | 0      |
| 30   | George Eaton        | B.R.M.                      | 0      |
| 31   | Peter de Klerk      | Lotus-Ford                  | 0      |
| 32   | Dave Charlton       | Lotus-Ford                  | 0      |
| –    | Piers Courage †     | De Tomaso-Ford              | 0      |
| –    | Pete Lovely         | Lotus-Ford                  | 0      |
| –    | Tim Schenken        | De Tomaso-Ford              | 0      |
| –    | Silvio Moser        | Belassi-Ford                | 0      |
| –    | Gus Hutchison       | Brabham-Ford                | 0      |
| –    | Joakim Bonnier      | McLaren-Ford                | 0      |

### Konstrukteurswertung
| Pos. | Konstrukteur | Punkte |
| ---- | ------------ | ------ |
| 01   | Lotus-Ford   | 59     |
| 02   | Ferrari      | 46     |
| 03   | March-Ford   | 45     |
| 04   | Brabham-Ford | 35     |
| 05   | McLaren-Ford | 31     |

| Pos. | Konstrukteur   | Punkte |
| ---- | -------------- | ------ |
| 06   | B.R.M.         | 22     |
| 07   | Matra          | 21     |
| 08   | Surtees-Ford   | 3      |
| –    | De Tomaso-Ford | 0      |